# Rungia taiwanensis
Rungia taiwanensis är en akantusväxtart som beskrevs av Yamazaki. Rungia taiwanensis ingår i släktet Rungia och familjen akantusväxter. Inga underarter finns listade i Catalogue of Life.